# Decreto Feijó
O Decreto Feijó, como ficou conhecido o Decreto nº 101, de 31 de Outubro de 1835 (data de sua promulgação), é considerado o primeiro plano ferroviário do Brasil, ao estabelecer três grandes troncos ferroviários ligando o Rio de Janeiro, então capital do Império, às capitais da Bahia (Salvador), Minas Gerais (então Ouro Preto) e Rio Grande do Sul (Porto Alegre).
Embora seja atribuído ao regente Feijó, que assinou o decreto, o plano foi de fato esboçado por três parlamentares: Bernardo Pereira de Vasconcelos, deputado pela província de Minas Gerais; Manuel Paranhos da Silva Veloso, deputado pelo Rio Grande do Sul; e José Florindo de Figueiredo Rocha, deputado pela Bahia. Por esse motivo, também é chamado de Plano Vasconcelos, Veloso & Rocha. O projeto foi apresentado à Câmara pelos três deputados na sessão de 3 de outubro de 1835. Sem atrair muito interesse, foi aprovado no dia 15 e o decreto assinado pelo regente Feijó no último dia do mês.
Pelo decreto, o governo brasileiro ficava autorizado a conceder uma "carta de privilégio exclusivo", pelo período de 40 anos, a uma ou mais companhias que quisessem construir e explorar as linhas-tronco ferroviárias previstas na lei.